# Tschenglkopf
Tschenglkopf är en bergstopp i Österrike.   Den ligger i distriktet Lienz och förbundslandet Tyrolen, i den centrala delen av landet, 300 km väster om huvudstaden Wien. Toppen på Tschenglkopf är 2 190 meter över havet.
Terrängen runt Tschenglkopf är mycket bergig. Runt Tschenglkopf är det ganska glesbefolkat, med 26 invånare per kvadratkilometer.. Närmaste större samhälle är Matrei in Osttirol, 9,3 km väster om Tschenglkopf. 
I omgivningarna runt Tschenglkopf växer i huvudsak blandskog.